# Стегхаунд (бронеавтомобиль)
Бронеавтомобиль M6 (англ. Armored Car M6), также широко известный под его британским названием «Стагхаунд» (англ. Staghound) — средний бронеавтомобиль США периода Второй мировой войны. Был создан фирмой «Шевроле» (филиалом корпорации «Дженерал моторс») в 1941—1942 годах, по совместному заказу Великобритании и Бронетанкового комитета США на разведывательный бронеавтомобиль. На этапе разработки M6 носил обозначение T17E1, однако не являлся вариантом бронеавтомобиля T17, разработанного другой фирмой на конкурс по тому же заказу, хотя и использовал ряд общих компонентов с ним. В конечном итоге для массового производства был избран T17E1 и в ходе серийного производства, продолжавшегося с октября 1942 по декабрь 1943 года, было выпущено 3844 бронеавтомобиля этого типа.
Хотя T17E1 был принят на вооружение Армии США как M6, в США было принято решение об отказе от него в пользу более лёгкого и дешёвого бронеавтомобиля M8. Как следствие, из выпущенных бронеавтомобилей, 2836 машин базового варианта были переданы британским и один канадским войскам по программе ленд-лиза. «Стагхаунды» широко использовались британскими войсками на всех театрах военных действий Второй мировой войны, а также передавались войскам стран Британского Содружества — канадским, индийским, австралийским и новозеландским. После окончания войны «Стагхаунды» ещё несколько лет активно использовались британскими войсками, в частности, в ходе Гражданской войны в Греции, но уже к концу 1940-х годов были сняты с вооружения в пользу машин британского производства. Некоторое количество бронеавтомобилей в последние военные и в послевоенные годы было передано ряду других стран, в некоторых из которых они оставались на вооружении вплоть до 1980-х годов.

## Серийное производство
| Год   | Модель     | 1     | 2     | 3     | 4     | 5     | 6     | 7     | 8     | 9     | 10    | 11    | 12    | Всего |
| ----- | ---------- | ----- | ----- | ----- | ----- | ----- | ----- | ----- | ----- | ----- | ----- | ----- | ----- | ----- |
| 1942  | М6 (Т17Е1) |       |       |       |       |       |       |       |       |       | 28    | 54    | 75    | 157   |
| 1943  | М6 (Т17Е1) | 100   | 68    | 312   | 275   | 256   | 322   | 279   | 335   | 228   | 198   | 147   | 167   | 2687  |
| 1943  | М6 (Т17Е2) |       |       |       |       |       |       |       |       |       | 12    | 71    | 128   | 211   |
| 1943  | Всего      | 100   | 68    | 312   | 275   | 256   | 322   | 279   | 335   | 228   | 210   | 218   | 295   | 2898  |
| 1944  | М6 (Т17Е2) | 220   | 200   | 225   | 144   |       |       |       |       |       |       |       |       | 789   |
| Итого | Итого      | Итого | Итого | Итого | Итого | Итого | Итого | Итого | Итого | Итого | Итого | Итого | Итого | 3844  |